# دوري كرة القدم التشيكي الدرجة الأولى 2017–18
دوري كرة القدم التشيكي الدرجة الأولى 2017–18 هو موسم من دوري كرة القدم التشيكي الدرجة الأولى ‏. فاز فيه AC Sparta Prague (women) ‏.